# Farley (Missouri)
Pour les articles homonymes, voir Farley.
Farley est un village du comté de Platte, dans le Missouri, aux États-Unis,. Situé à l'ouest du comté, en bordure de la rivière Platte (en), il est incorporé en 1850.

## Démographie
Lors du recensement de 2010, le village comptait une population de 269 habitants. Elle est estimée, en 2016, à 290 habitants.

### Source de la traduction
- (en) Cet article est partiellement ou en totalité issu de l’article de Wikipédia en anglais intitulé « Farley, Missouri » (voir la liste des auteurs).